# Laurence Guyon
 Laurence Guyon (ur. 21 czerwca 1970 w Clermont-Ferrand w departamencie Puy-de-Dôme) – francuska wspinaczka sportowa. Specjalizowała się w prowadzeniu oraz we wspinaczce klasycznej. Wicemistrzyni świata we wspinaczce sportowej w konkurencji prowadzenie z 1995 roku.

## Kariera
W 1995 na mistrzostwach świata w szwajcarskiej Genewie wywalczyła srebrny medal we wspinaczce sportowej w konkurencji prowadzenie, w finale przegrała z amerykanką Robyn Erbesfield.
W Paryżu w 1996 na mistrzostwach Europy wywalczyła srebrny medal we wspinaczce sportowej w konkurencji prowadzenie, w finale przegrała z koleżanką z reprezentacji Liv Sansoz. Na mistrzostwach w 1992 we Frankfurcie nad Menem zdobyła brązowy medal w konkurencji prowadzenie.
Wielokrotna uczestniczka, medalistka prestiżowych zawodów wspinaczkowych Rock Master we włoskim Arco, gdzie zdobyła złoty medal w 1995 roku.
Wielokrotna medalistka mistrzostw Francji we wspinaczce sportowej w konkurencji prowadzenie, które wygrała w 1995 roku zdobywając tytuł mistrzyni Francji.

## Osiągnięcia

### Mistrzostwa świata
| Konkurencje | 1993 | 1995 | 1997 |
| Prowadzenie | 17   | 2    | 6    |

### Mistrzostwa Europy
| Konkurencje | 1992 | 1996 |
| Prowadzenie | 3    | 2    |

### Rock Master
| Konkurencje | 1995 |
| Prowadzenie | 1    |